# Vörössapkás hangyászrigó
A vörössapkás hangyászrigó (Formicarius colma) a madarak osztályának verébalakúak (Passeriformes) rendjébe és a  földihangyászfélék (Formicariidae) családjába tartozó faj.

## Rendszerezése
A fajt Pieter Boddaert holland orvos, biológus és ornitológus írta le 1783-ben.

## Alfajai
- Formicarius colma amazonicus Hellmayr, 1902
- Formicarius colma colma Boddaert, 1783
- Formicarius colma nigrifrons Gould, 1855
- Formicarius colma ruficeps (Spix, 1824)[2]

## Előfordulása
Bolívia, Brazília, Kolumbia, Ecuador, Francia Guyana,  Guyana, Peru, Suriname és Venezuela területén honos. Természetes élőhelyei a szubtrópusi vagy trópusi síkvidéki esőerdők és mocsári erdők. Állandó, nem vonuló faj.

## Megjelenése
Testhossza 18 centiméter, testtömege 38-49 gramm.

## Életmódja
Tápláléka hangyákból áll, melyeket a talajon keresgél.

## Természetvédelmi helyzete
Az elterjedési területe rendkívül nagy, egyedszáma ugyan csökken, de még nem éri el a kritikus szintet. A Természetvédelmi Világszövetség Vörös listáján nem fenyegetett fajként szerepel.